# Jeremy Foley
Jeremy Foley (* 20. Februar 1983 als Geronimo Jeremiah Foley in Albuquerque, New Mexico) ist ein US-amerikanischer Filmschauspieler.
Der Jungschauspieler, der oft mit dem zwei Jahre älteren Schauspieler Joseph Gordon-Levitt verwechselt wird, steht seit seinem 14. Lebensjahr vor der Kamera.
Neben zwei Gastauftritten in den Fernsehserien Buffy – Im Bann der Dämonen und Ein Hauch von Himmel wirkte er am Kinofilm Dante’s Peak mit. In den ersten beiden Fortsetzungen zu Casper sprach er die Titelrolle.
Er war bisher dreimal für den Young Artist Award nominiert und erhielt diesen für sein Schauspieldebüt in Dante’s Peak.

## Filmographie
Dante’s Peak (1997)